# 1962年亞洲運動會跳水比賽
1962年亞洲運動會跳水比賽於8月29日– 9月1日在印尼雅加達格洛拉邦卡諾室內游泳池舉行，此次比賽設兩個小項（3公尺跳板、10公尺跳台）。

## 各項成績

### 男子
| 項目                | 金牌                   | 银牌                   | 铜牌                              |
| 3公尺跳板 （詳細）  | 冈田良平 · 日本（JPN） | 田原和夫 · 日本（JPN） | Billy Gumulya · 印度尼西亚（INA） |
| 10公尺跳台 （詳細） | 冈田良平 · 日本（JPN） | 谷口博 · 日本（JPN）   | Cho Chang-je · 韩国（KOR）        |

### 女子
| 項目                | 金牌                              | 银牌                     | 铜牌                              |
| 3公尺跳板 （詳細）  | Lanny Gumulya · 印度尼西亚（INA） | 角倉左久子 · 日本（JPN） | 友江嘉代子 · 日本（JPN）          |
| 10公尺跳台 （詳細） | 友江嘉代子 · 日本（JPN）          | 角倉左久子 · 日本（JPN） | Lanny Gumulya · 印度尼西亚（INA） |

## 獎牌榜
| 排名                     | 国家 / 地区              | 金牌 | 銀牌 | 銅牌 | 总计 |
| ------------------------ | ------------------------ | ---- | ---- | ---- | ---- |
| 1                        | 日本（JPN）              | 3    | 4    | 1    | 8    |
| 2                        | 印度尼西亚（INA）        | 1    | 0    | 2    | 3    |
| 3                        | 韩国（KOR）              | 0    | 0    | 1    | 1    |
| 总计（共3个国家 / 地区） | 总计（共3个国家 / 地区） | 4    | 4    | 4    | 12   |

## 外部鏈接
- Medals Archive.today的存檔，存档日期2013-02-01

Template:1962年亚洲运动会项目